# Tevin Thomas
Tevin Thomas é um musicista, compositor, tecladista, produtor musical e educador norte-americano. Como reconhecimento, foi nomeado ao Oscar 2008 na categoria de Melhor Canção Original por Taxi to the Dark Side.